# Lista do Patrimônio Mundial em Burquina Fasso
A Organização das Nações Unidas para a Educação, a Ciência e a Cultura (UNESCO) propôs um plano de proteção aos bens culturais do mundo, através do Comité sobre a Proteção do Património Mundial Cultural e Natural, aprovado em 1972. Esta é uma lista do Patrimônio Mundial existente em Burquina Fasso, especificamente classificada pela UNESCO e elaborada de acordo com dez principais critérios cujos pontos são julgados por especialistas na área. Burquina Fasso ratificou a convenção em 2 de abril de 1987, tornando seus locais históricos elegíveis para inclusão na lista.
O sítio Complexo W-Arly-Pendjari (compartilhado com Benim e Níger) foi o primeiro local de Burquina Fasso incluído na lista do Patrimônio Mundial da UNESCO por ocasião da 20.ª Sessão do Comitè do Património Mundial, realizada em Mérida (México) em 1996. Desde a mais recente adesão à lista, Burquina Fasso totaliza 4 sítios classificados como Patrimônio da Humanidade, sendo 3 deles de classificação Cultural e 1 de classificação Natural. 

## Bens culturais e naturais
Burquina Fasso conta atualmente com os seguintes lugares declarados como Patrimônio da Humanidade pela UNESCO:
| | Complexo W-Arly-Pendjari |
| Bem natural inscrito em 1996, estendido em 2017. |                          |
| Este bem é compartilhado com: Benim e Níger. |                          |
| Localização: Este |                          |
| Esta extensão transnacional (Benin e Burkina Faso) do Parque Nacional W do Níger, inscrita em 1996 na lista do Patrimônio Mundial, cobre uma grande expansão da savana sudanesa-saheliana intacta, com tipos de vegetação, incluindo pastagens, matas, savanas de árvores e uma extensa galeria florestal. Inclui o maior e mais importante ecossistema terrestre, semiaquático e aquático contínuo no Cinturão de Savana da África Ocidental. O local é um refúgio para espécies de vida selvagem que desapareceram ou estão seriamente ameaçadas. Abriga a maior população de elefantes da África Ocidental e a maioria dos mamíferos típicos da região, como o peixe-boi africano, guepardo, leão e leopardo. Também abriga a única população de leões viável da região. (UNESCO/BPI) |                          |

| | Ruínas de Loropéni |
| Bem cultural inscrito em 2009. |                    |
| Localização: Sul-Oeste |                    |
| Este local de 11.130 m² é o primeiro em Burkina Faso a entrar na Lista. Nela estão as impressionantes muralhas de pedra das mais bem preservadas das dez fortalezas existentes na área de Lobi. É parte integrante de um conjunto maior de cem cercas de pedra que testemunham a importância do comércio de ouro no Saara. Descobriu-se recentemente que as ruínas deste edifício, situado perto da fronteira com a Costa do Marfim, Togo e Gana, têm pelo menos dez séculos. Este assentamento humano foi ocupado pelos povos Lohron e Kulango que controlavam a extração e transformação do ouro na região durante o seu apogeu, entre os séculos XIV e XVII. Há muitas incógnitas sobre o local, pois ainda não foram realizadas escavações em grande parte dele. Parece que seus habitantes o abandonaram em alguns períodos de sua história secular, até finalmente abandoná-lo no início do século XIX. Espera-se que futuras escavações forneçam muito mais informações. (UNESCO/BPI) |                    |

| | Sítios antigos de metalurgia ferrosa de Burquina Fasso |
| Bem cultural inscrito em 2019. |                                                        |
| Localização: Zondoma |                                                        |
| Composto por cinco elementos localizados em diferentes províncias do país, este bem cultural inclui cerca de quinze fornos ainda em pé e várias estruturas de minas e forjas, bem como vestígios de habitações. O elemento localizado em Durula data do século VIII aC. e constitui a evidência mais antiga do desenvolvimento da produção de ferro encontrada em Burkina Faso. Os restantes quatro elementos deste bem cultural, localizados em Tiwega, Yamané, Kindibo e Bekuy respectivamente, são ilustrativos da intensificação da metalurgia do ferro durante o segundo milénio d.C. Embora a redução indireta de minérios ferrosos para obtenção de ferro não seja mais praticada hoje, os ferreiros das cidades rurais continuam desempenhando um papel importante na fabricação de ferramentas e praticando inúmeros rituais ligados à siderurgia. (UNESCO/BPI) |                                                        |

| Complexo palaciano de Tiébélé. | Corte real de Tiébélé |
| Complexo palaciano de Tiébélé. | Bem cultural inscrito em 2024. |
| Complexo palaciano de Tiébélé. | Localização: Nahouri |
| Complexo palaciano de Tiébélé. | A propriedade é um complexo de arquitetura de terra estabelecido desde o século XVI que carrega um testemunho dos valores de organização social e cultural do povo Kasena. Enclausurada por um acampamento murado, a corte real consiste em uma sequência de edifícios dispostos em lógicas distintas separados por muralhas e passagens que conduzem aos locais de aglomeração cerimonial na parte exterior ao complexo. Construído por homens da corte real, as cabanas são adornadas com decorações de significado simbólico pelas mulheres, que são as guardiães únicas deste conhecimento e garantem que esta tradição continue viva. (UNESCO/BPI) |

## Lista Indicativa
Em adição aos sítios inscritos na Lista do Patrimônio Mundial, os Estados-membros podem manter uma lista de sítios que pretendam nomear para a Lista de Patrimônio Mundial, sendo somente aceitas as candidaturas de locais que já constarem desta lista. Desde 2012, Burquina Fasso possui 5 locais na sua Lista Indicativa.